# La Danse II
Pour les articles homonymes, voir La Danse.
La Danse II – ou simplement La Danse – est un tableau d'Henri Matisse réalisé en 1910. Ce tableau est une commande du collectionneur russe Chtchoukine, grand amateur de l’art français du début du XXe siècle et qui permettra à la Russie de découvrir très tôt les avant-gardes françaises.
De grand format (260 × 391 cm), ce tableau, caractéristique de la période fauve de Matisse, aurait servi à décorer la maison de Chtchoukine avec un deuxième tableau commandé simultanément  La Musique, réalisé dans le même style.
C’est un des tableaux les plus célèbres de Matisse.
Il l’a « reproduit » sur différents autres tableaux par la suite, comme élément de « décor ».
Une étude pour ce tableau, réalisée en 1909, est conservée au Museum of Modern Art de New York, sous le titre La Danse I. Matisse a également réalisé en 1932 une fresque triptyque intitulée La Danse de Merion pour le collectionneur Albert Barnes, fresque exposée à la Fondation Barnes.

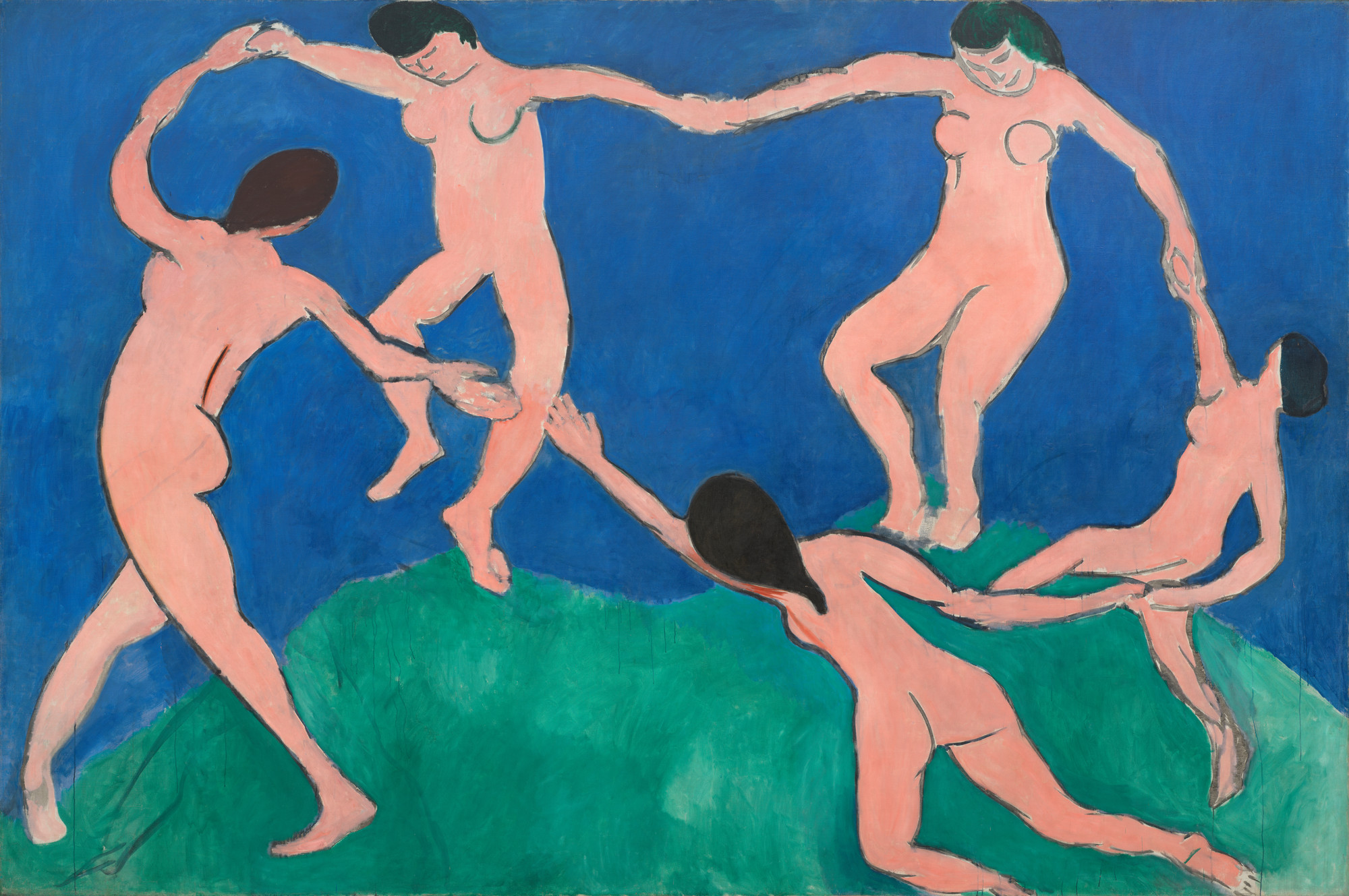
La Danse I, 1909 – Museum of Modern Art, New York.

## Postérité
Le logo de la société GEODIS est directement inspiré de cette oeuvre.
L'artiste urbain Jérôme Mesnager lui rend hommage dans sa fresque « C'est nous les gars d' Ménilmontant » rue de Ménilmontant.
On trouve deux appropriations de La Danse II dans l'œuvre du peintre péruvien Herman Braun-Vega, la première en 2004 dans le tableau La jeune fille aux tournesols, la seconde en 2010 avec La ronde au crépuscule au bord du pacifique. En 1985, il avait déjà reproduit La Danse I derrière les protagonistes du Balcon de Manet, dans le panneau droit de son triptyque Hotel du Sud.